# سنت-اورلی، کبک
سنت-اورلی (به فرانسوی: Sainte-Aurélie) شهری در منطقه شهری له اتشمن ناحیه شودییر-آپالاش در استان کبک کانادا است. در سرشماری سال ۲۰۱۱ این شهر ۹۳۷ نفر جمعیت داشته‌است و مساحت آن ۷۸٫۵۲ کیلومتر مربع است.